# Ardisia brevipedata
Ardisia brevipedata là một loài thực vật có hoa trong họ Anh thảo. Loài này được F.Muell. mô tả khoa học đầu tiên năm 1868.